# バドルンニサー・ベーグム
バドルンニサー・ベーグム（Badr-un-Nissa Begum, 1647年11月27日 - 1670年4月9日）は、北インド、ムガル帝国の第6代皇帝アウラングゼーブの三女。母はナワーブ・バーイー。

## 生涯
1647年11月27日、ムガル帝国の第6代皇帝アウラングゼーブとその妃ナワーブ・バーイーの娘として生まれた。
1670年4月9日、22歳の若さで他の姉妹に先立って死亡した。